# Victor von Wilcken

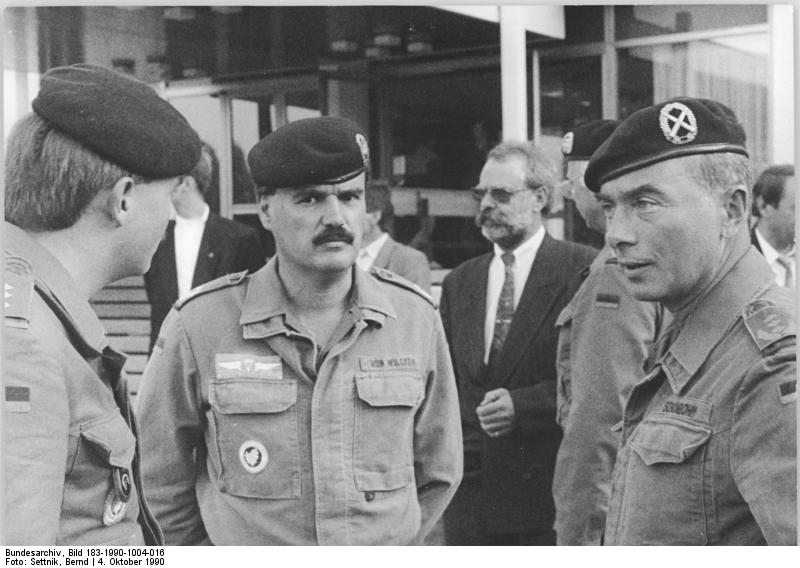
v. Wilcken mit GenLt Schönbohm (1990)

Victor von Wilcken (* 4. September 1948 in Bad Wildungen) ist ein Brigadegeneral a. D. des Heeres der Bundeswehr.

## Militärische Laufbahn
Von Wilcken trat 1968 als Offizieranwärter im Panzeraufklärungsbataillon 5 in Sontra in die Bundeswehr ein. Dort wurde er zum Panzeraufklärungsoffizier, Zugführer und S2-Offizier ausgebildet.
Von 1980 bis 1982 nahm er am Generalstabslehrgang des Heeres an der Führungsakademie der Bundeswehr in Hamburg teil. 1985 absolvierte von Wilcken den 19. Army Staff Course am Staff College Camberley in Großbritannien. Anschließend folgte eine Verwendung als G3-Stabsoffizier bei der Panzerbrigade 8 in Lüneburg. 1988 wurde er Kommandeur des dortigen Panzeraufklärungsbataillon 3.
Nach der Deutschen Wiedervereinigung am 3. Oktober 1990 wurde von Wilcken Adjutant beim Befehlshaber des Bundeswehrkommando Ost in Strausberg.
1994 bis 1996 diente er bei den Supreme Headquarters Allied Powers Europe in Brüssel und koordinierte 2004 als Chef de Cabinet das deutsche Engagement in KFOR. Als Brigadegeneral war er in seiner letzten Verwendung vom 1. Oktober 2004 bis zum 30. September 2007 Kommandeur des Standortkommandos Berlin.
Nach dem Ende seiner Dienstzeit engagierte sich von Wilcken beim Zentrum für Internationale Friedenseinsätze. Seine erste OSZE-Mission absolvierte er 2010 als Director for Security Cooperation in Sarajevo. Von Anfang April bis Mitte September 2014 war von Wilcken als Beobachter der OSZE in der Ukraine.

## Privates
Von Wilcken lebt in Berlin. Er ist verheiratet und hat zwei Kinder.